# Helige knez Lazars kyrka, Ljubić
Helige knez Lazars kyrka (serbisk kyrilliska: Црква Светог кнеза Лазара; latinska: Crkva Svetog kneza Lazara) är en serbisk-ortodox kyrkobyggnad belägen på kullen Ljubić, cirka 2 kilometer från centrala Čačak i den statistiska regionen Šumadija och västra Serbien, i Serbien.
Kyrkan är helgad åt den serbiske fursten (knez) och adelsmannen Sankt Lazar Hrebeljanović. Den tillhör Žičas stift.

## Historik
Idén om att bygga Helige knez Lazars kyrka på Ljubić uppstod år 2003. Byggandet började 2006 och kyrkan invigdes den 13 oktober 2013 av den Serbisk-ortodoxa kyrkans dåvarande patriark, Irinej.
Den byggdes enligt ritningar av arkitekt Dr. Peda Ristić från Belgrad.

## Bilder

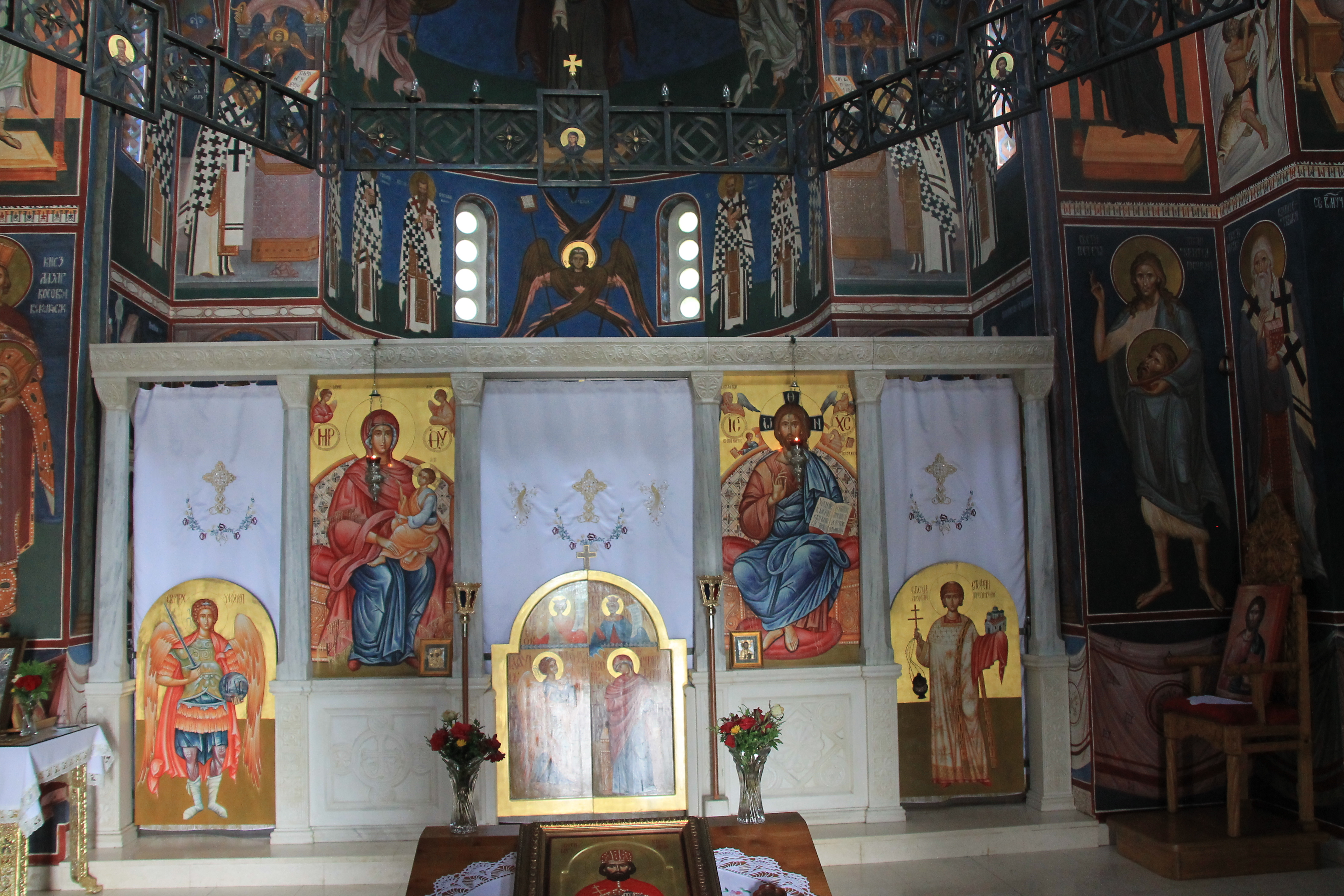
Kyrkans interiör mot ikonostasen.
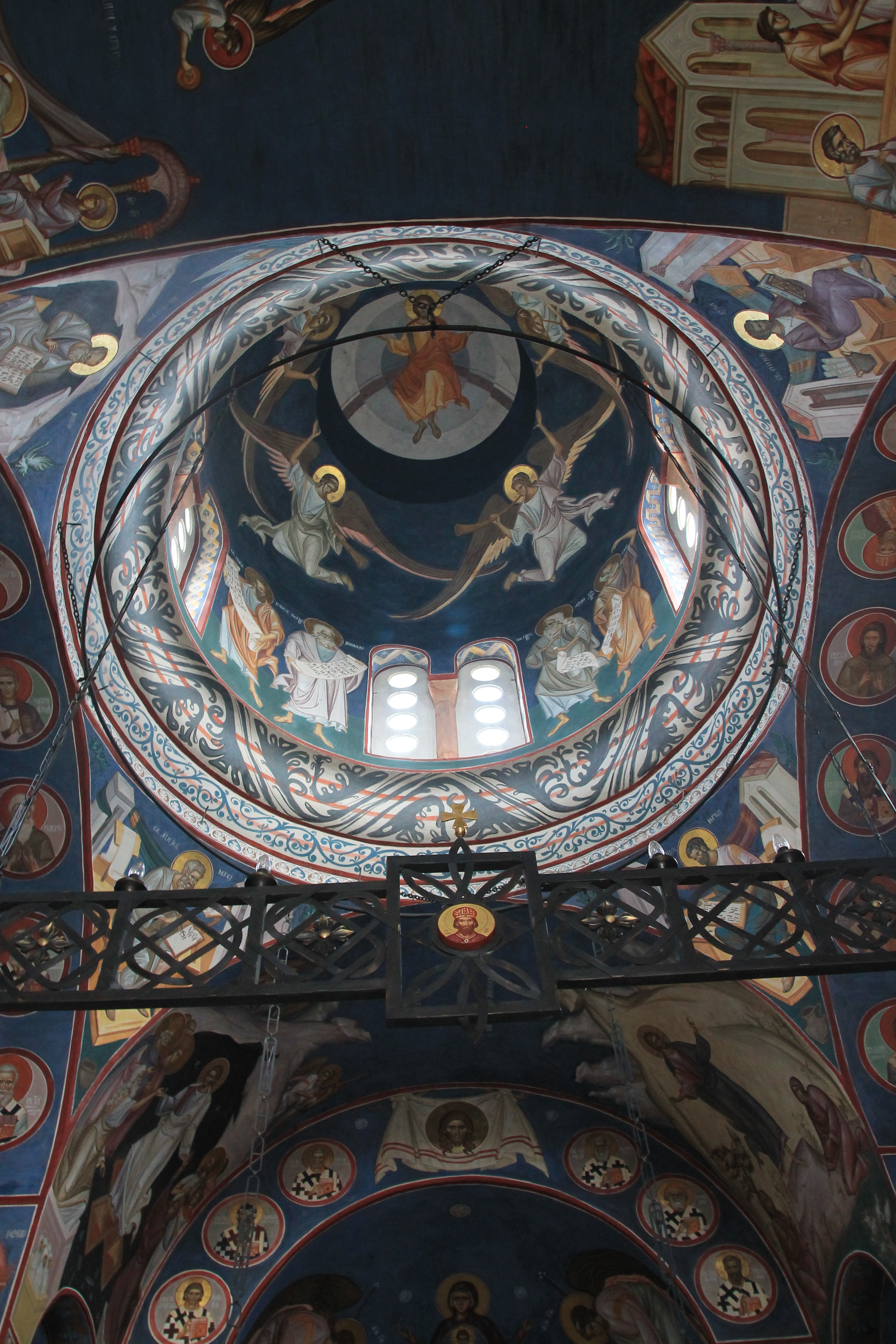
Kupolen inifrån.
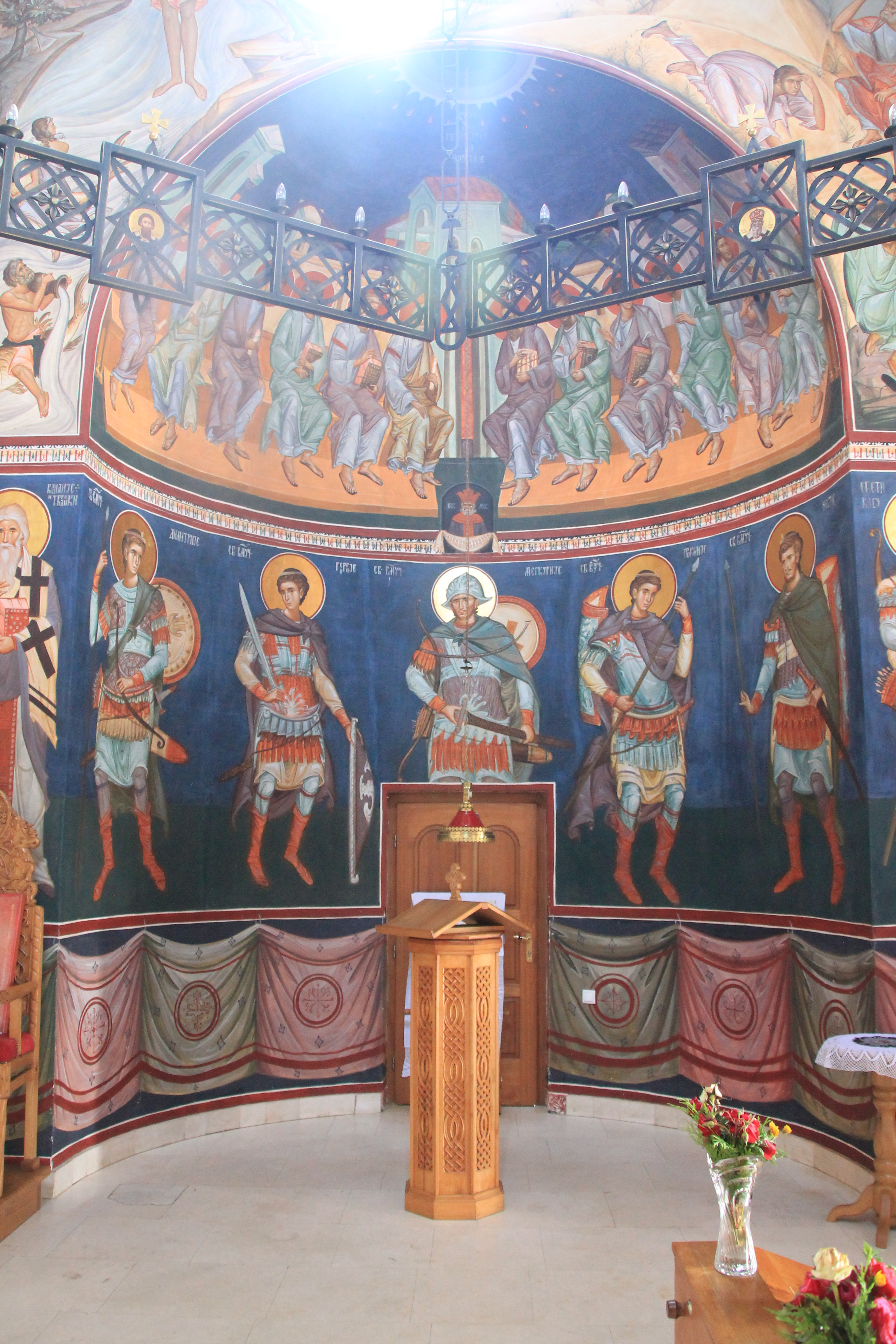
Interiören.
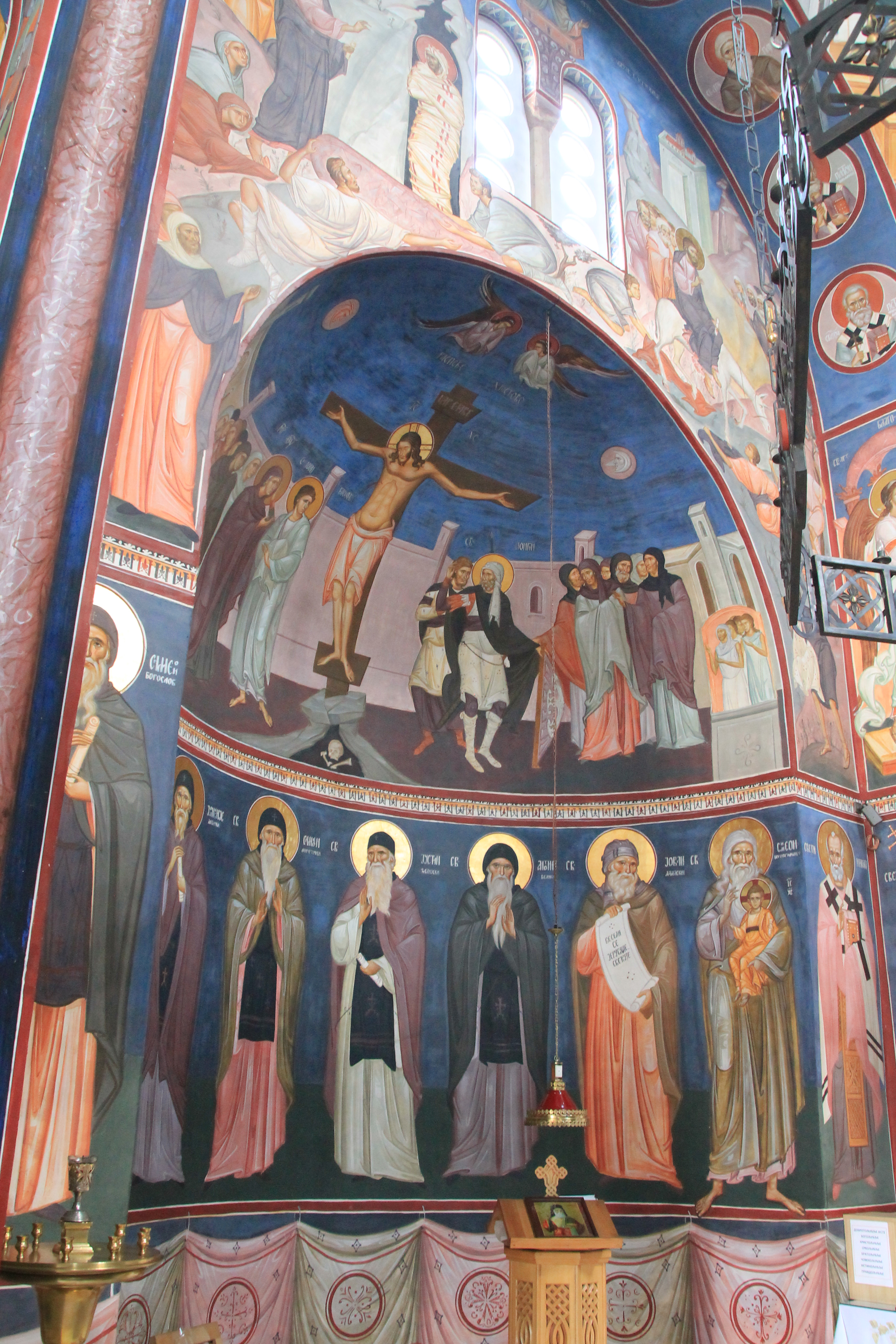
Freskr som bland annat föreställer Jesu korsfästelse.
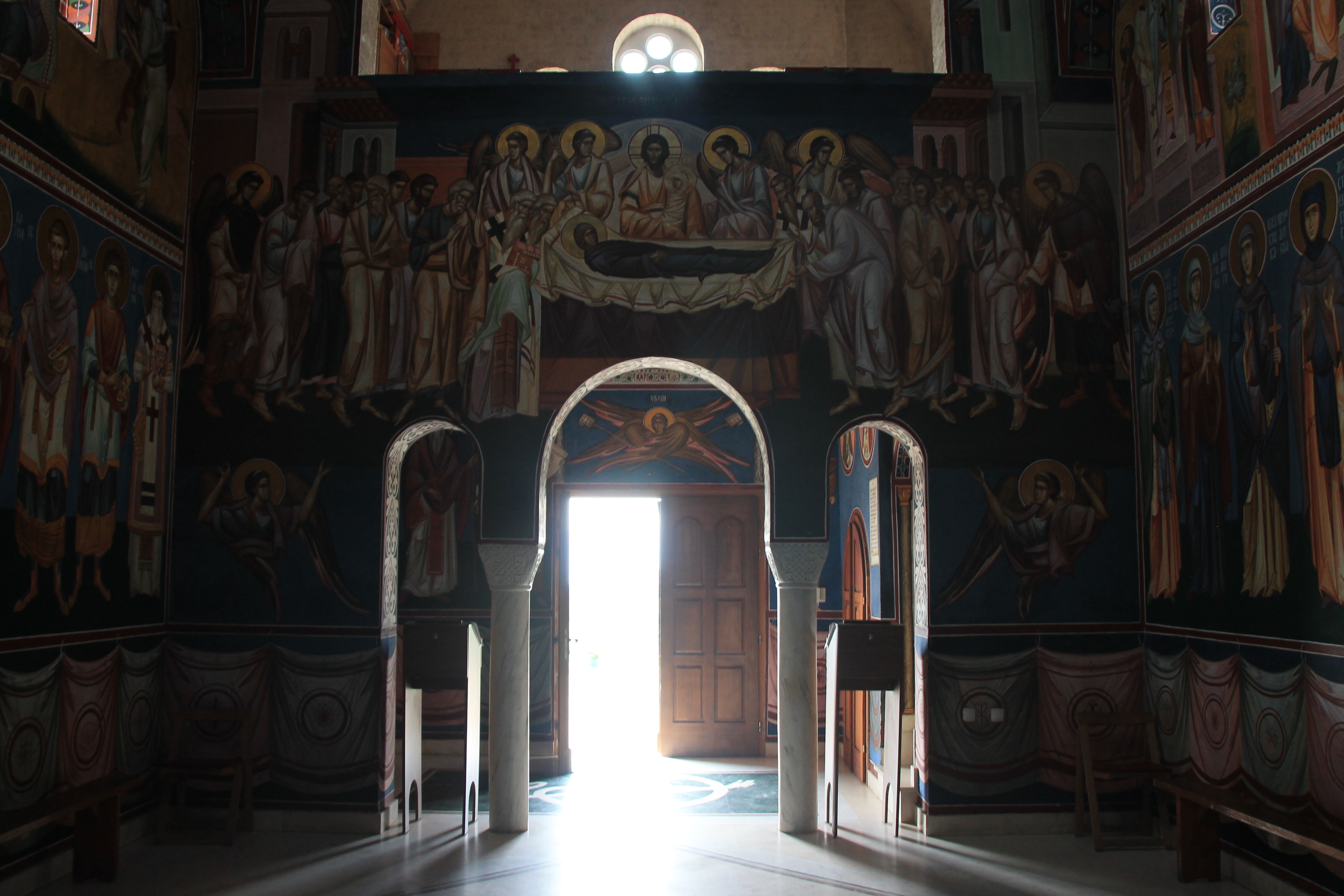
Interiören mot utgången.